# Leukental
Das Leukental, im lokalen Dialekt Leikntoi, ist eine Talung Nordtirols im Bezirk Kitzbühel sowie in seinen Ausläufern bis in das oberbayrische Reit im Winkl.

## Lage und Landschaft
Das Leukental verläuft von Süden nach Norden vom Pass Thurn bis Reit im Winkl, ist jedoch nicht eindeutig als Flusstal begrenzt, sondern umfasst auch einige kleinere Nebentäler und die Region Kaiserwinkl. Der Hauptfluss durch das Leukental wird von seinem Ursprung am Pass Thurn bis Kitzbühel als Jochberger Ache, von Kitzbühel bis St. Johann in Tirol als Kitzbühler Ache, ab dem Zusammenfluss mit der Fieberbrunner Ache bei St. Johann in Tirol als Großache und ab der Talenge bei Erpfendorf durch den Hagertal genannten Abschnitt auch als Kössener Ache bezeichnet. Nach dem Verlassen Tirols wird der Fluss in Bayern ab dem Grenzort Schleching bis zu seiner Mündung in den Chiemsee zwischen Übersee und Chieming Tiroler Achen, das Tal Achental genannt.
Gemeinden im Leukental sind: Jochberg, Aurach bei Kitzbühel, Kitzbühel, Oberndorf in Tirol, St. Johann in Tirol, Kirchdorf in Tirol und Kössen sowie das von Kössen talaufwärts (Kaiserwinkl) liegende bayerische Reit im Winkl, in weiterem Sinne auch die in kleineren Nebentälern liegenden Gemeinden Schwendt, Going am Wilden Kaiser, Reith bei Kitzbühel und Kirchberg in Tirol, das mit seiner Lage am Übergang zum Brixental zu beiden Talungen zählt.

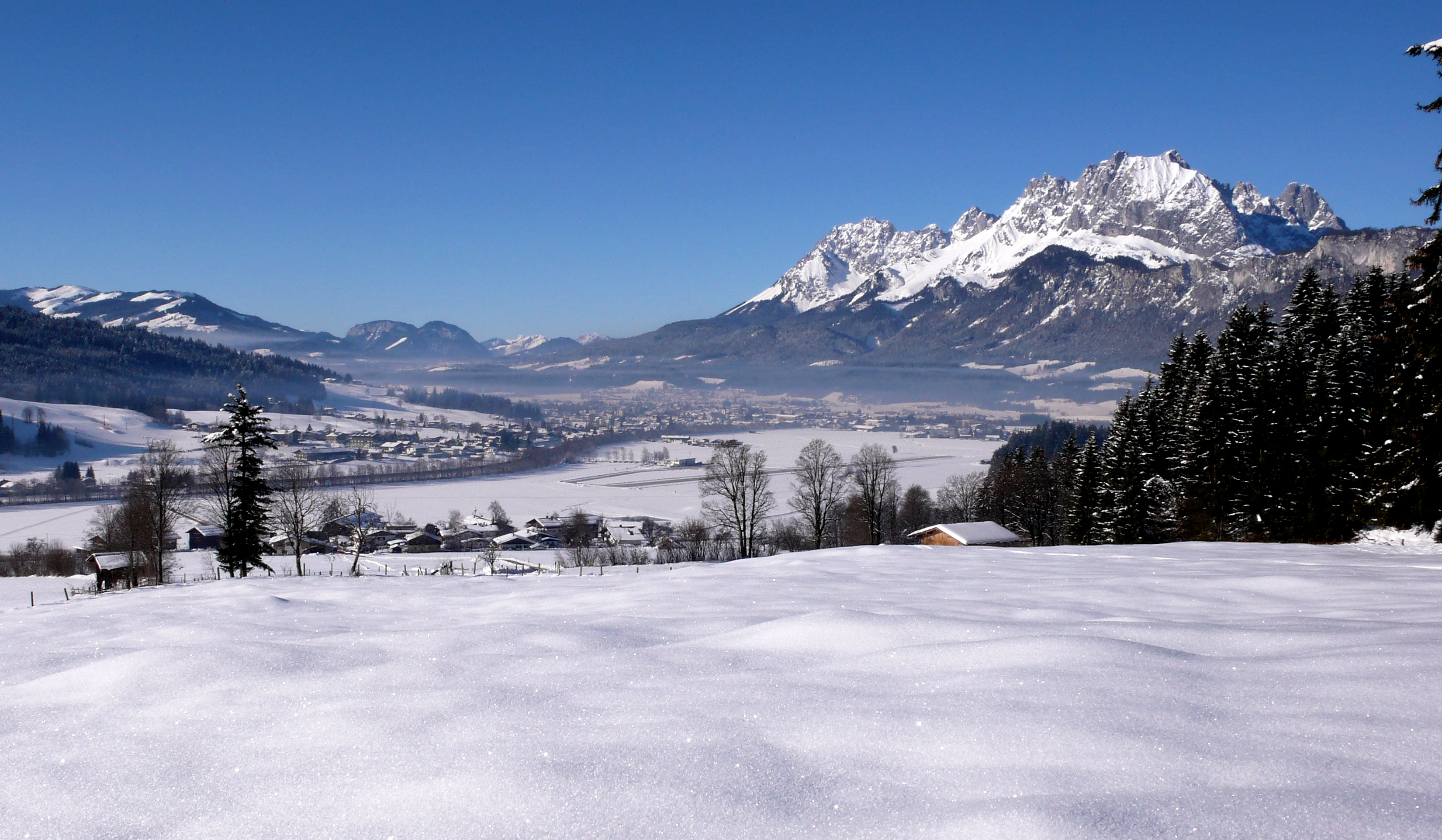
Das Leukental im Winter
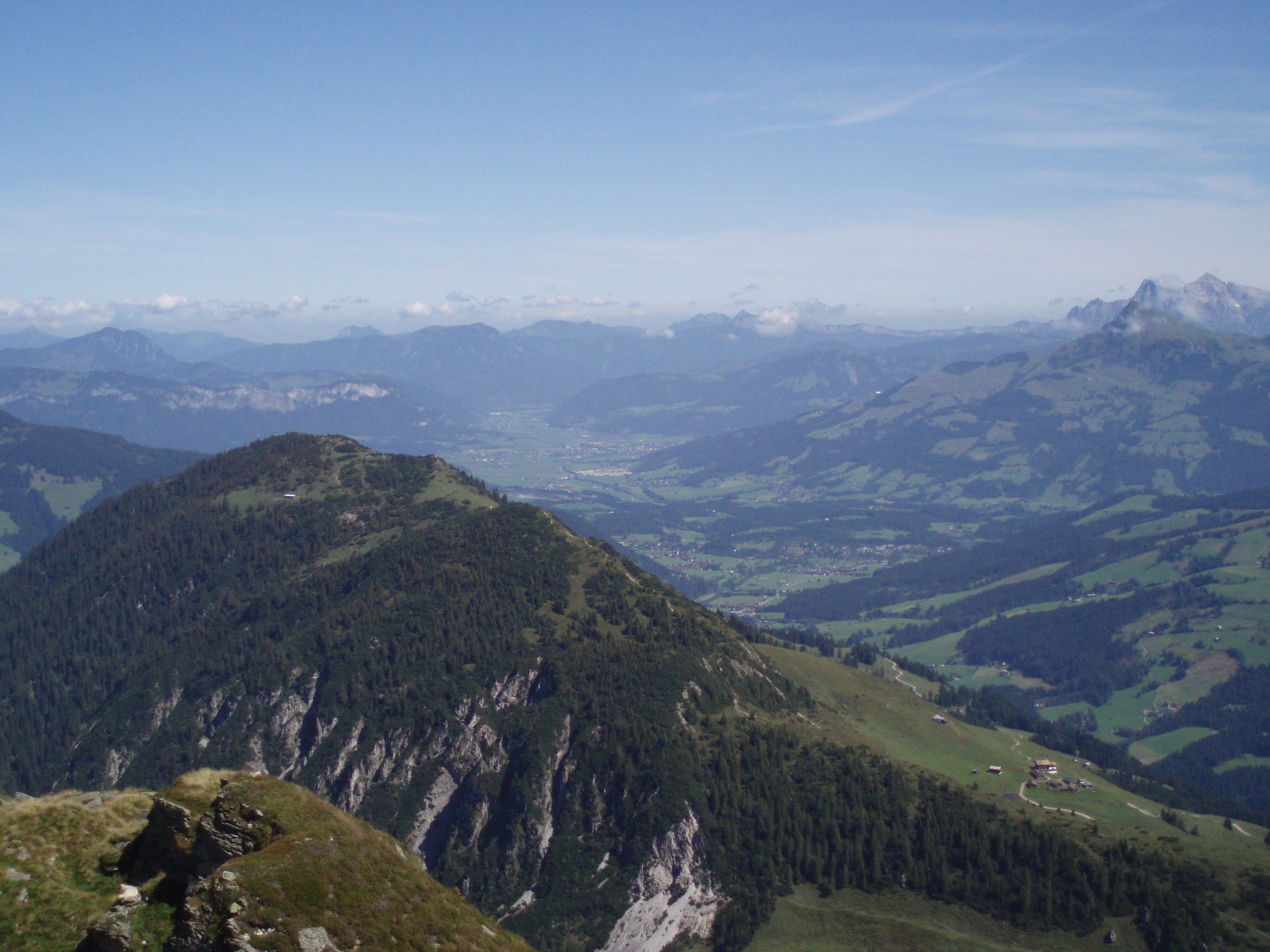
Leukental vom Gampenkogel, aufgenommen in Richtung Norden. Sichtbar ist auch St. Johann in Tirol und das Kitzbüheler Horn

## Geschichte
Die ersten Spuren menschlicher Besiedlung im Leukental sind in den urnenfelderzeitlichen Brandgräbern am Lebenberg bei Kitzbühel aus der Zeit um 1300 bis 1100 vor Christus überliefert. Um ca. 1000 bis 800 vor Christus betrieb die einheimische Bevölkerung auf der Kelchalpe bei Aurach ein bronzezeitliches Bergbauzentrum, und im 4. Jahrhundert vor Christus finden sich keltische Spuren – wohl aus den Stämmen der Ambisonten und Alaunen –, die auf Kupferbergbau in der Gegend von Kitzbühel und Jochberg hinweisen. Bereits zu dieser Zeit führte ein Saumpfad durch das Tal, der als Verbindung von Italien über den Felbertauern nach Süddeutschland überregionale Bedeutung hatte. Der Fund einer Lappenaxt aus der Bronzezeit bei Kössen sowie Keramikfunde in Kirchdorf belegen die frühe Nutzung dieser alten Handelsroute.
Ab dem 2. Jahrhundert vor Christus gehört das Leukental zu den westlichen Ausläufern des keltischen Königreichs Noricum. Im Jahre 15 vor Christus erobern die Römer den Alpenraum, und das Leukental gehört nun zur römischen Provinz Noricum. Aus der Römerzeit ist bisher nur eine Villa rustica aus dem 2. bis frühen 3. Jahrhundert an der Stelle der heutigen Pfarrkirche von Kirchdorf in Tirol belegt.
Nach dem Untergang des weströmischen Reiches (476) kommt das Gebiet im Zuge der Völkerwanderung zum Reich der Ostgoten, und durch die Einwanderung des Stammes der Bajuwaren im 6./7. Jahrhundert zum Herzogtum Bayern. Durch Glaubensboten aus Salzburg wurde die Bevölkerung im Leukental missioniert und die Urpfarre St. Johann gegründet. Diese umfasste ursprünglich das gesamte Tal bis im 11. Jahrhundert die Pfarre Kirchdorf für die Seelsorge des nördlichen Talbereiches gegründet wurde.
Erstmals urkundlich erwähnt wird das Leukental in einer allerdings gefälschten Urkunde Kaiser Heinrich IV. für das Kloster Rott von 1073 als „Liuchental“. In der Urkunde zur Gründung des Bistums Chiemsee aus dem Jahr 1216 wird das Leukental in seiner Ausdehnung beschrieben: „per montem qui dicitur Strichen, et per vallem que vocatur Leuchental claudendo parrochias Chirchdorf et sancti Johannis usque in summitatem montis Jochperch“ (Übersetzung: „über den Berg, der Streichen genannt wird, und durch das Tal, das Leukental genannt wird, einschließlich der Pfarren Kirchdorf und St. Johann bis zur Höhe des Berges Jochberg“). Der Streichen liegt an der bayerisch-tirolischen Grenze bei Schleching, mit der Bezeichnung Jochberg war damals der Pass Thurn gemeint.
Der Name des Tales leitet sich vom Adelsgeschlecht der Liuchinger ab, das im Frühmittelalter eine Grafschaft im Leukental aufbaute und auf einen bajuwarischen Stammesführer namens Liucho zurückgeht. Die Leukenstein genannte Burg bei St. Johann in Tirol ist heute nicht mehr erhalten. Ab 1166 scheinen die Grafen von Neuburg-Falkenstein als Inhaber der Grafschaft im Leukental („cometiam in Liuchental“) auf, und nach deren Aussterben 1272 im Mannesstamm wird das Leukental vom bayerischen Herzog nicht mehr als Lehen vergeben, sondern von seinen Beamten verwaltet. Durch die Verlegung des Gerichtssitzes 1297 von der Burg Leukenstein in die Stadt Kitzbühel ist in der Folge nicht mehr von der Grafschaft im Leukental die Rede, sondern zunehmend von der Herrschaft Kitzbühel, aus welcher der heutige Bezirk Kitzbühel entstand.

## Begriffsgeschichte
Der Name Leukental bezeichnet ursprünglich den Talgrund um St. Johann und Kirchdorf, von Oberndorf bis Erpfendorf. Im Laufe der Jahrhunderte finden sich auch die Schreibweisen: Leuchental, Liuchental, Luichental oder Leoggenthal. Der Name wäre im 20. Jahrhundert fast in Vergessenheit geraten, da ab Mitte des 19. Jahrhunderts auch die Bezeichnung Großachental gängig wurde. Dies hängt damit zusammen, dass im Atlas Tyroliensis von Peter Anich der Name Leukental fehlt und nur das Gewässer als "Großer Achen Fluss" bezeichnet ist. In Zeiten der k.k Monarchie wurden alle Kronländer neu vermessen und die Landvermesser, die meist aus Böhmen kamen, verstanden die alpinen Dialekte oft nicht ganz bzw. trugen manche Bezeichnungen ohne weitere Recherchen in die Karten ein. Außerdem wechseln in der Gegend viele Flüsse ihren Namen. Die für diesen Kalkalpenteil charakteristischen Talungszüge, welche die Kalkstöcke umschließen, zeigen oft wenig prägnante Talwasserscheiden. Daher haben die darin verlaufenden Flüsse manchmal abweichende Namen. So ist die damals irrtümliche Änderung der Bezeichnung des Tales vom Namen des Flusses her zu erklären. Dem Landvermesser wurde wohl auf die Frage, wie der Fluss heiße, geantwortet: „das ist die große Ache“, und da dieser Fluss in jedem Dorf einen anderen Namen hatte, war die Bezeichnung Großachental naheliegend. Noch heute findet sich in vielen Landkarten diese historisch nicht richtige Bezeichnung. Eine weitere Besonderheit in der Namensgebung ist die Bezeichnung Hagertal für jenen Abschnitt des Leukentals, der zwischen Erpfendorf und Kössen das Kaisergebirge von den Chiemgauer Alpen trennt.
Im Laufe des 20. Jahrhunderts entstand sogar die irrige Meinung, dass das Leukental vom Inntal bei Wörgl über Söll, Scheffau und Ellmau, das Sölllandl, nach St. Johann führen würde, weil der Bahnhof bei Bruckhäusl (Stadtgebiet Wörgl) bis vor wenigen Jahren die Bezeichnung Söll-Leukental hatte. 1875 bei der Errichtung des Bahnhofs war damit gemeint, dass man von diesem Bahnhof weiter nach Söll und dann über Ellmau ins Leukental kommen würde. Im Laufe der Jahrzehnte bürgerte sich immer mehr der Irrtum ein, das Leukental führe von Wörgl über das Sölllandl nach St. Johann.
Der im November 2008 verstorbene Kitzbüheler Heimatforscher Peter Brandstätter, gab dem Leukental seinen Namen zurück, indem er sich zeit seines Lebens für die Aufklärung dieses Irrtums einsetzte und durch Veröffentlichungen und Schreiben an die zuständigen öffentlichen Stellen das Bewusstsein für das Leukental wieder stärkte. Er schaffte es sogar, dass die ÖBB die Bezeichnung des Bahnhofs von Söll-Leukental auf Bruckhäusl (mittlerweile Wörgl Süd - Bruckhäusl) änderte.
Heute ist der Begriff in der Landesgeografie wieder etabliert, so lautet der Name des Planungsverbands 32 Leukental, er umfasst die Gemeinden Jochberg, Aurach bei Kitzbühel, Kitzbühel, Oberndorf in Tirol, St. Johann in Tirol, Kirchdorf in Tirol und Kössen. Kirchberg orientiert sich kommunalpolitisch eher in das Brixental (Planungsverband Brixental – Wildschönau). Obwohl geografisch zum Leukental gehörend zählt sich das bayrische Reit im Winkl, auch wenn es mit seinem Gemeindegebiet nicht an der bayrischen Tiroler Ache liegt, zu den bayerischen Achentalgemeinden.